# Liste der Biografien/Pal
Liste der Biografien |
Portal Biografien |
Personensuche
# |
A |
B |
C |
D |
E |
F |
G |
H |
I |
J |
K |
L |
M |
N |
O |
P |
Q |
R |
S |
T |
U |
V |
W |
X |
Y |
Z |
?
 
Pa |
Pc |
Pe |
Pf |
Ph |
Pi |
Pj |
Pk |
Pl |
Pm |
Pn |
Po |
Pr |
Ps |
Pt |
Pu |
Pv |
Pw |
Py
 
Paa |
Pab |
Pac |
Pad |
Pae |
Paf |
Pag |
Pah |
Pai |
Paj |
Pak |
Pal |
Pam |
Pan |
Pao |
Pap |
Paq |
Par |
Pas |
Pat |
Pau |
Pav |
Paw |
Pax |
Pay |
Paz
 
Pala |
Palb |
Palc |
Pald |
Pale |
Palf |
Palg |
Palh |
Pali |
Palj |
Palk |
Pall |
Palm |
Paln |
Palo |
Palp |
Pals |
Palt |
Palu |
Palv |
Paly |
Palz
Die Liste der Biografien führt alle Personen auf, die in der deutschsprachigen Wikipedia einen Artikel haben. Dieses ist eine Teilliste mit 26 Einträgen von Personen, deren Namen mit den Buchstaben „Pal“ beginnt.

## Pal
- Pål Balkisson († 1231), schottischer Adliger
- Pål Bårdsson († 1346), Erzbischof in Nidaros
- Pal Kastrioti († 1389), albanischer Fürst
- Pál Kiss, Tamás (* 1991), ungarischer Rennfahrer
- Pal Moore, Memphis (1894–1953), US-amerikanischer Boxer im Bantamgewicht
- Pal One (* 1978), deutscher Rapper
- Pal Sandhu, Harinder (* 1988), indischer Squashspieler
- Pal Singh, Tejinder (* 1994), indischer Kugelstoßer
- Pal, Abhishek (* 1997), indischer Langstreckenläufer
- Pal, Alexander Wladimirowitsch (* 1988), russischer SchauspielerAlexander Wladimirowitsch Pal (* 1988)

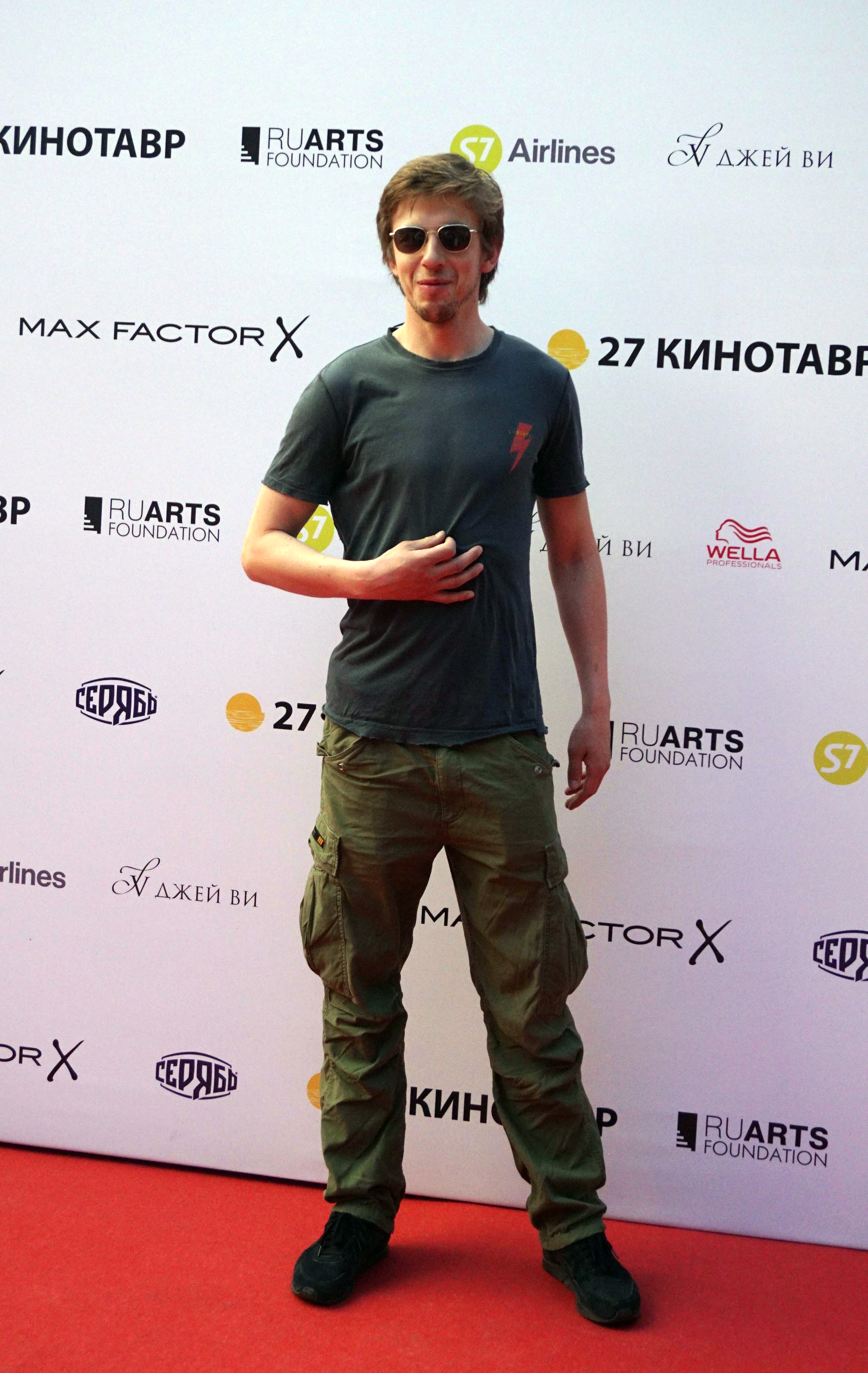
Alexander Wladimirowitsch Pal (* 1988)

- Pal, Bipin Chandra (1858–1932), indischer Journalist, Autor, Politiker
- Pal, George (1908–1980), ungarisch-US-amerikanischer Filmregisseur und -produzent
- Pál, Ilona (* 1954), ungarische Sprinterin
- Pál, Jakob (1863–1936), ungarisch-österreichischer Internist
- Pal, Jasmin (* 1996), österreichische Fußballspielerin
- Pál, József-Csaba (* 1955), rumänischer Geistlicher, römisch-katholischer Bischof von Timișoara
- Pal, Konstantin (* 1979), deutscher Militärrabbiner
- Pal, Munraj (* 1976), englischer Snookerspieler
- Pal, Oksana (* 1980), russische Handballspielerin
- Pal, Paul Puk Kun (* 2000), südsudanesischer Fußballspieler
- Pal, Radhabinod (1886–1967), indischer Rechtswissenschaftler und Richter
- Pal, Ramesh Singh (* 1981), indischer Autor
- Pal, Sienna (* 2005), australische Radrennfahrerin
- Pal, Subrata (* 1986), indischer Fußballspieler
- Pál, Tamara (* 2000), ungarische Handballspielerin
- Pál, Zoltán (* 1979), rumänischer Eishockeyspieler